# Reinier Sonneveld
Reinier Sonneveld (1978) is een Nederlandse schrijver en theoloog. Hij publiceerde onder meer essays en populair-wetenschappelijke non-fictie, rondom met name het christelijk geloof, en diverse genres fictie, waaronder musicals, prentenboeken en thrillers.

## Loopbaan
Sonneveld studeerde in 2003 af aan de Theologische Universiteit Kampen (Broederweg). Daarna vestigde hij zich als publicist. In 2006 won hij de Publieksprijs voor het Christelijke Boek met zijn debuut Jutten. In 2012 had hij meer dan 200.000 boeken verkocht en het jaar erna werd hij genomineerd voor de titel 'Meest spraakmakende theoloog van het jaar'.
Sonneveld staat bekend als progressief denker en publiceerde o.a. over de evolutietheorie, duurzaamheid, de historisch-kritische methode, rationele apologetiek en religieuze manipulatie. In de jaren 10 zette hij zich voornamelijk in voor vernieuwing binnen de christelijke gemeenschap. Sinds de jaren 20 publiceert hij meer en meer niet-religieuze fictie. Zo verscheen in 2019 de graphic novel Het lied van de vlinder en in 2023 de thriller De hoogvlieger, die op de shortlist stond van de Vleermuisprijs voor het beste thrillerdebuut. 
In 2025 verscheen Het einde van de hel, een kritiek op de leer van de eeuwige hel en een verdediging van het universalisme.

## Waardering en kritiek
Van traditionele zijde krijgt Sonneveld soms felle kritiek, als een denker die "het spoor van de ervaringstheologie" volgt en alleen wil spreken over "een mysterieuze God van wie we slechts onzekere kennis hebben". Het Reformatorisch Dagblad schreef: "Ik erger mij aan de vele pogingen om leuk te zijn. Maar vooral stemt het me treurig dat dit boek aantrekkingskracht op velen zal uitoefenen en hen daarmee zal misleiden. Laat me niet lachen, Sonneveld."
Andere stemmen zijn waarderender. Buitenlandjournalist Aad Kamsteeg noemde Sonneveld "een razendknap schrijver". Trouw typeerde zijn stijl als "kraakhelder" met passages en oneliners "om boven je bed te hangen". NRC waardeerde een prentenboek als "een aandoenlijk, poëtisch verhaal", en het Nederlands Dagblad vond dat de boodschap "een miljardenpubliek verdient".

## Persoonlijk
Sonneveld is woonachtig in Utrecht, getrouwd en heeft een zoon.

## Projecten (selectie)
- 2013: hoofd- en eindredacteur van de Goot 500, een landelijk event en een magazine over vijfhonderd 'anders rijken' (mensen die willen werken aan een eerlijker wereld) – een parodie op de Quote 500 (deze verscheen nogmaals in 2016).
- 2014: met Herman Wegter, Otto Kamsteeg en Karel Smouter initiatiefnemer van 7keer7, een tour door heel Nederland met 49 zeer diverse sprekers over de toekomst van het christendom.[9]
- 2015: (eind)redacteur en bedenker van de glossy Jezus!, i.s.m. Leo Blokhuis, Arthur Japin, Bram Bakker, Goedele Liekens, Hans Aarsman en Ben Tiggelaar.[10]
- 2016: medeoprichter van Lazarus, "een beweging van mensen die op zoek zijn naar nieuwe vormen en woorden voor geloof". Voornaamste middel is het gelijknamige internettijdschrift, naast onder meer een cursus.
- (eind)redacteur van de glossy DOOD, i.s.m. Katja Schuurman, Youp van ’t Hek, Joris Luyendijk, Ruud de Wild, Johnny de Mol en Thijs Römer.
- 2020-2021: medepresentator Denkstof, een reeks talkshow-achtige gesprekken over het geloof, voor de Evangelische Omroep.

## Discografie (selectie)
- 'Wie liefde kent' voor Schrijvers voor Gerechtigheid, 2014; i.s.m. Minco Eggersman
- 7 songteksten voor Oké4Kids edities 2014-2019; i.s.m. Bas van Nienes en Jeroen van der Werken
- 14 songteksten voor Alles maakt muziek (2019, uitgeverij Neema)
- 9 songteksten voor Dromen over later (2022, uitgeverij Neema, i.s.m. Lydia van Maurik)
- 8 songteksten voor Heibel in de Bijbel (2023, uitgeverij Neema)
- 6 songteksten voor Zing mee met de koning (2024, uitgeverij Neema)

### Fictie (selectie)
- Jakob Kusdrager (prentenboek, getekend door Tirza Beekhuis), 2011, ISBN 9789460050114
- Het lam, 2008 (vertaling van Peter de Vries, The Blood of the Lamb, 1961), ISBN 9789460050039
- Het lied van de vlinder (graphic novel, getekend door Heina Dokter), 2019, ISBN 9789460050558
- Alles maakt muziek (korte verhalen, met liedteksten), 2019, ISBN 9789055605590
- Dromen over later (korte verhalen, met liedteksten), 2022, ISBN 9789055606061
- Heibel in de Bijbel (korte verhalen, met liedteksten), 2023, ISBN 9789055606269
- De hoogvlieger, 2023 (thriller), ISBN 9789460050718 (genomineerd voor de Vleermuisprijs 2024)
- Zing mee met de koning (korte verhalen, met liedteksten), 2024 ISBN 9789055606375

### Non-fictie (selectie)
- Jutten: Over de verrassingen van God, 2005, ISBN 9789058811998 (winnaar Publieksprijs voor het Christelijke Boek 2006)
- Het goede leven: Je wordt wie je bewondert, 2009, ISBN 9789058814333
- De stilte van God: Waarom geloven moeilijk is, 2013, ISBN 9789058816900 (genomineerd Publieksprijs voor het Christelijke Boek 2014)
- Het voordeel van de twijfel, 2014 (met Corjan Matsinger), ISBN 9789058818218
- Het vergeten evangelie, 2018, ISBN 9789463690034
- Waar is God in de crisis?: En waar ben ik?, 2020, ISBN 9789463690973 (genomineerd als Beste Theologische Boek 2020)
- Reli Detox: Genezen van religieuze manipulatie, 2022, ISBN 9789463691963
- Taal-EHBO: De schrijfgids voor duidelijke en overtuigende teksten, 2024, ISBN 9789058042224
- Het einde van de hel: Waarom niemand wordt afgeschreven, 2025, ISBN 9789043542326

### Bijdrages (selectie)
- Hete hangijzers: Antwoorden op 17 kritische vragen aan het christelijke geloof (red. Martine van Veelen en Cees Dekker), 2009, ISBN 9789058814296
- De crux: Christenen over de kern van hun geloof (red. met Cees Dekker), 2010, ISBN 9789058815019
- Jouw Spiritualiteit: Cursusboek (met Menno Helmus en Ronald van den Oever), 2011
- WTF?! Volwassen worden na 11 september (red. Hassan Bahara en Patrick Pouw), 2011
- Vrijgemaakt? Dertigers over leven in een gereformeerde zuil (red. Lammert Kamphuis, hoofdstuk 11), 2014, ISBN 9789043523400
- Playing With Leviathan: Interpretation and Reception of Monsters from the Biblical World (red. Eric Peels e.a., hoofdstuk 16), 2017, ISBN 9789004337954
- Flirten met Rome: Protestanten naderen Katholieken (red. Almatine Leene, hoofdstuk 9), 2017, ISBN 9789058819369

## Bestseller 60
| Boeken met noteringen in de Nederlandse Bestseller 60 | Jaar van verschijnen | Datum van binnenkomst | Hoogste positie | Aantal weken | Opmerkingen |
| ----------------------------------------------------- | -------------------- | --------------------- | --------------- | ------------ | ----------- |
| Het einde van de hel                                  | 2025                 | 05-02-2025            | 47              | 1*           |             |